# Бралінскяй
Бралінскяй (Bralinskiai) — хутір у Литві, Расейняйський район, Расейняйське староство, знаходиться за 2 км від села Каулакяй та біля Ґінчайчяя. Станом на 2001 рік на хуторі проживало 19 людей.

## Принагідно
- мапа із зазначенням місцерозташування

| Литва | Це незавершена стаття з географії Литви. Ви можете допомогти проєкту, виправивши або дописавши її. |